# Andrew Eyapan
Andrew Eyapan (* 12. Dezember 1965) ist ein ehemaliger kenianischer Langstreckenläufer, der seine größten Erfolge bei Straßenläufen hatte.
1993 siegte er beim Alsterlauf. 1994 gewann er den Kerzerslauf sowie den Halbmarathonbewerb des Paderborner Osterlaufs und wurde Zweiter beim Greifenseelauf.
1998 siegte er beim Berliner Halbmarathon und wurde Vierter beim Hamburg-Marathon. Im Jahr darauf siegte er beim Vienna City Marathon und wurde Zweiter beim Lyon-Marathon, und 2000 gewann er den Neapel-Marathon.

## Persönliche Bestzeiten
- Halbmarathon: 1:01:53 h, 17. September 1994, Uster
- Marathon: 2:11:10 h, 2. April 2000, Neapel